# COVID-19-Pandemie in den Vereinigten Arabischen Emiraten
Die COVID-19-Pandemie in den Vereinigten Arabischen Emiraten tritt als regionales Teilgeschehen des weltweiten Ausbruchs der Atemwegserkrankung COVID-19 auf und beruht auf Infektionen mit dem Ende 2019 neu aufgetretenen Virus SARS-CoV-2 aus der Familie der Coronaviren. Die COVID-19-Pandemie breitet sich seit Dezember 2019 von China ausgehend aus. Ab dem 11. März 2020 stufte die Weltgesundheitsorganisation (WHO) das Ausbruchsgeschehen des neuartigen Coronavirus als Pandemie ein.

## Verlauf
Am 29. Januar 2020 wurden die ersten vier COVID-19-Fälle in den Vereinigten Arabischen Emiraten bestätigt. In den WHO-Situationsberichten tauchten diese vier Fälle ebenfalls erstmals am 29. Januar 2020 auf.
Bis zum 5. April 2020 wurden von der WHO 1505 COVID-19-Fälle und zehn Todesfälle in den Vereinigten Arabischen Emiraten bestätigt.

## Statistik
Die Fallzahlen entwickelten sich während der COVID-19-Pandemie in den Vereinigten Arabischen Emiraten wie folgt:

Anzahl der bestätigten Infektionen (blau) und Todesfälle (rot) nach Angaben des ECDC. Logarithmische Darstellung der y-Achse.

### Infektionen

Bestätigte Infizierte in den Vereinigten Arabischen Emiraten nach Daten der WHO. Oben kumuliert, unten Tageswerte

### Todesfälle

Bestätigte Todesfälle in den Vereinigten Arabischen Emiraten nach Daten der WHO. Oben kumuliert, unten Tageswerte